# Maratunda
Maratunda (gr. Μαραθούντα) – wieś w Republice Cypryjskiej, w dystrykcie Pafos. W 2011 roku liczyła 309 mieszkańców.